# Anders Hellsten
Anders Gustaf Hellsten, född 2 november 1916 i Kumla, Närke, död 1990, var en svensk målare och tecknare. Han studerade hos Otte Sköld, och senare i Frankrike och Italien. Han har målat symboliska figurmotiv och landskap. Hellsten finns representerad vid bland annat Örebro läns landsting.